# Spasske
Spasske  (ucraniano: Спаське) es una localidad del Raión de Bilhorod-Dnistrovskyi en el Óblast de Odesa de Ucrania. Según el censo de 2001, tiene una población de 818 habitantes.